# Sotero Aranguren Labairu
Sotero Aranguren Labairu, (Buenos Aires, 7 de maig de 1894 - Sant Sebastià, 1922) va ser un futbolista basc nascut a l'Argentina.

## Biografia
Nascut a l'Argentina, de pares bascos, va marxar amb cinc anys a Sant Sebastià. Allà, amb el seu germà Eulogio, van començar a jugar a futbol a l'Easo, on varen coincidir amb Alberto Machimbarrena. El 1911 va marxar a Madrid per motius familiars, inscrivint-se ambdós germans al Reial Madrid CF i esdevenint els primers argentins a jugar-hi. Disputà 60 partits oficials i marcà 4 gols. Allà va coincidir, entre altres jugadors, amb Santiago Bernabéu. Després de set anys jugant amb el club blanc com a extrem esquerre, en finalitzar els seus estudis d'Enginyeria de Camins va marxar a Miranda de Ebro.
El 1922 va morir a Sant Sebastià. Tres anys més tard, es va realitzar una escultura per recordar-lo, juntament amb Machimbarrena, també mort prematurament. L'escultura encara perdura a l'estadi Santiago Bernabéu.

## Palmarès

### Reial Madrid CF
- 1 Copa del Rei: 1917[2]
- 3 Campionats regionals: 1912-13, 1915-16 i 1916-17